# Hofmark Natterholz
Die Hofmark Natterholz mit Sitz in Natterholz, heute ein Gemeindeteil von Daiting im schwäbischen Landkreis Donau-Ries in Bayern, wird im 14. Jahrhundert erstmals erwähnt.
Die Hofmark war ein Lehen der bayerischen Herzöge. Anfang des 14. Jahrhunderts erscheint ein Zweig der Ritter von Wemding als Besitzer: Seyfried von Wemding und seine Frau Ursel verkauften 1366 den Weiler und das Gericht Natterholz zusammen mit dem Dorf Ammerfeld an Wilhelm den Hüttinger zu Dollnstein.
Als spätere Besitzer der Hofmark sind überliefert: 1447 Hans Jahrsdorfer, 1482 Jörg Waller zu Bertoldsheim, von 1499 bis 1622 die Kreuter von Walda und Straß, 1622 Jörg von Zöschlin (Landschaftsrat in Neuburg an der Donau), 1642 Hortensius von Procco zu Tagmersheim, 1719 die Freiherren von Isselbach zu Bertoldsheim, 1722 Jakob von Borie zu Schönbach (Vizekanzler von Pfalz-Neuburg), 1779 Karl August Graf von Brezenheim. Seit 1790 waren die Freiherren von Staader Besitzer, denen die Grafen von Arco zu Stepperg bis zur Auflösung der Hofmark nachfolgten.